# Rajon Chozimsk

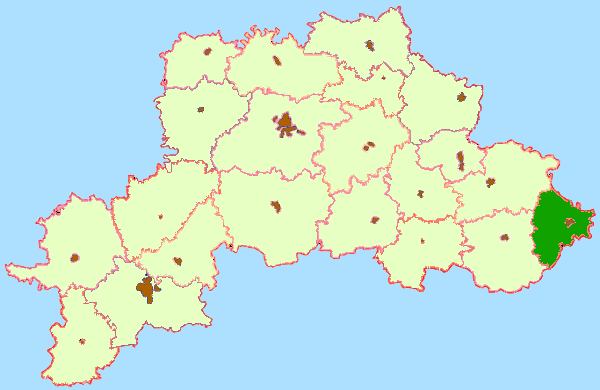
Rajon Chozimsk, Karte

Der Rajon Chozimsk (belarussisch Хоцімскі раён; russisch Хотимский район) ist eine Verwaltungseinheit in der Mahiljouskaja Woblasz in Belarus mit dem administrativen Zentrum in der Siedlung städtischen Typs Chozimsk. Die Fläche des Rajons beträgt 900 km², die Verwaltungseinheit umfasst 93 Ortschaften.

## Geographie
Der Rajon Chozimsk liegt im Osten der Mahiljouskaja Woblasz. Die Nachbarrajone in der Mahiljouskaja Woblasz sind im Südwesten Kaszjukowitschy und im Nordwesten Klimawitschy.